# Cianjur
Cianjur – miasto w Indonezji, w prowincji Jawa Zachodnia, siedziba administracyjna dystryktu Cianjur. W 2000 roku liczyło 136 tys. mieszkańców. Usytuowane jest przy jednej z głównych dróg między Dżakartą a Bandungiem. Zostało założone w 1677 roku.
Ponad 75 osób zginęło w trzęsieniu ziemi w dniu 2 września 2009.